# سميليوكي
سميليوكي (بالروسية: Семилуки) هي إحدى مدن روسيا في الكيان الفدرالي الروسي فورونيج أوبلاست.

## توأمة
لسميليوكي اتفاقيات توأمة مع:
- يهلافا (1968 - 1990)[5]